# Black Rob
Pour les articles homonymes, voir Rob.
Black Rob, de son vrai nom Robert Ross, né le 8 juin 1968 à Buffalo (État de New York) et mort le 17 avril 2021, est un rappeur américain. Il était membre du label Duck Down Records. Malgré deux albums de bonne facture, sa carrière est longtemps ralentie par des problèmes judiciaires et médicaux.

## Biographie
Black Rob est né le 8 juin 1968 à Buffalo, dans l'État de New York. Black Rob s'associe au label Bad Boy en 1993, participant à un remix de Come See Me du groupe 112. Il participe ensuite à d'autres remixes de titres comme What About Us du groupe Total (1997) et de Love Like This de Faith Evans (1998), à la chanson 24 Hrs. to Live (1997) de Mase, et à des albums de Puff Daddy, the Bad Boy Family (1997), et The Notorious B.I.G. (1999). Il participe également aux albums de Cru (en) intitulé Da Dirty 30, et de Ol Dirty Bastard, Channel Live, The Madd Rapper, Benzino, et Tony Touch. À ses débuts, Black Rob dirigeait un groupe de street rap appelé Alumni.
Il publie son premier album Life Story le 28 septembre 1999. L'album atteint la troisième place du Billboard 200, et est certifié disque de platine par la RIAA. Malgré sa participation aux œuvres musicales de P. Diddy et G. Dep, Black Rob ne reproduit aucun succès ; son deuxième album, The Black Rob Report, publié le 30 août 2005, atteint la 40e place du Billboard 200, mais n'y reste que très peu de temps. En 2005, Jemal Mosley de Off The Block Entertainment commence à s'occuper de la carrière de Rob.
En 2010, il met un terme à son contrat avec Bad Boy, et signe au label indépendant Duck Down Records. La même année, il annonce un nouvel album appelé Game Tested, Streets Approved, prévu pour l'année suivante. Black Rob fonde également son propre label, Box and One avec Jemal Mosley. En 2013, il se joint à une série de téléréalité intitulée Come Back Kings avec Ed Lover, Calvin Richardson, David « Davinch » Chance (de Ruff Endz), Jeff Sanders, Jameio, Mr. Cheeks et Horace Brown. En 2014, il participe au titre Take 'Em Off Da Map de l'album de Diamond D, The Diam Piece.
En 2015, Black Rob annonce un quatrième album, Genuine Article, au label Slimstyle Records produit par lui et Jemal Mosley. Il fait participer Sean Price, Tek, Murda Mook, et Quas Amill.
Black Rob meurt le 17 avril 2021 à l'âge de 52 ans après avoir lutté contre une insuffisance rénale.

## Vie privée
Ross a des antécédents judiciaires depuis son enfance, et d'autres démêlés viendront s’y ajouter, même après son arrivée dans la musique. Il est condamné à six années de prison en 2006, accusé d'avoir volé pour 6 000 $ de bijoux dans un hôtel. Il est libéré en mai 2010, et interviewé par BET deux heures plus tard.
Aux alentours de fin 2014 - début 2015, Rob est frappé par un accident vasculaire cérébral, causé selon lui par ses mauvaises habitudes alimentaires. Il a depuis récupéré, et explique, en avril 2015, avoir adopté un mode de vie plus sain : « J'ai dû changer mon régime alimentaire et mon mode de vie. C'est tout. Je fais du sport et j'essaye de continuer [...] Je ne bois plus. »

## Discographie
- 2000 : Life Story
- 2005 : The Black Rob Report
- 2011 : Game Tested, Streets Approved